# Хлорид марганца(II)
Хлорид марганца(II) — неорганическое соединение, соль металла марганца и соляной кислоты с формулой MnCl2.
Кристаллы розового цвета. Хорошо растворяется в воде. Образует кристаллогидраты.

## Получение
В лаборатории получают растворением ферромарганца, металлического марганца или диоксида марганца в соляной кислоте с последующим осаждением примеси железа пастой MnCO3.
Другой способ получения заключается в хлорировании металлического марганца или его оксидов различными хлорирующими агентами (тетрахлорметан, тионилхлорид и др.):
{\displaystyle {\mathsf {2MnO+CCl_{4}\ \xrightarrow {400^{o}C} \ 2MnCl_{2}+CO_{2}\uparrow }}}
При выделении из водных растворов образует кристаллогидраты состава MnCl2•4H2O и MnCl2•2H2O. Для получения безводного хлорида марганца(II) его кристаллогидраты обезвоживают в токе хлороводорода либо с использованием твёрдого хлорида аммония для избежания гидролиза соединения:
{\displaystyle {\mathsf {MnCl_{2}*4H_{2}O+NH_{4}Cl\ \xrightarrow {t} \ MnCl_{2}+4H_{2}O\uparrow +HCl\uparrow +NH_{3}\uparrow }}}
также Хлорид марганца(II) можно получить путём смешивания марганца и соляной кислоты
{\displaystyle {\ce {Mn + 2HCl -> MnCl_2 + H_2 ^}}}

## Свойства
При 650 °C возгоняется и в присутствии влаги разлагается. В воде хорошо растворим (42,3 г/100 мл)

## Применение
- В производстве батареек.
- В синтезе металлоорганических соединений марганца.